# Georges Python
Pour les articles homonymes, voir Python.
Georges Python, né le 10 septembre 1856 à Portalban et mort le 10 janvier 1927 à Fillistorf, est une personnalité politique suisse et fondateur de l'Université de Fribourg.

## Anecdotes
Georges Python jouit d'un certain culte du souvenir, c'est pourquoi on peut retrouver une représentation de lui dans la fresque commémorative de la chapelle de Posieux (1924) et dans un vitrail historique de la cathédrale de Fribourg (1936). Une place du centre ville de Fribourg porte son nom. Il s'y déroule chaque année plusieurs événements importants comme les Rencontres de folklore internationales ou Les Georges Festival.
Georges Python aurait inspiré Hergé pour le personnage du professeur Paul Cantonneau, coéquipier de Tintin dans Les Sept Boules de cristal et L'Étoile mystérieuse. Cette interprétation est cependant jugée infondée par certains tintinophiles et tintinologues, arguant qu'Hergé ne connaissait sans doute pas Python.
Il eut comme secrétaire l'écrivain et journaliste romand Léon Savary.

### Sources
- Georges Andrey, John Clerc, Jean-Pierre Dorand et Nicolas Gex, Le Conseil d’État fribourgeois : 1848-2011 : son histoire, son organisation, ses membres, Fribourg, Éditions La Sarine, 2012, 143 p. (ISBN 978-2-88355-153-4, lire en ligne), p. 59-60
- Pierre-Philippe Bugnard, « Le régime Python », dans Roland Ruffieux, Histoire du canton de Fribourg, Fribourg, 1981, p. 875-887